# Komoran
Komoran (Pulau Komoran) ist eine rund 40 km lange und bis zu 30 km breite indonesische Insel mit einer Fläche von etwa 695 km². Sie befindet sich direkt vor der Südwestküste Neuguineas und gehört zum Regierungsbezirk Merauke der Provinz Papua Selatan. Von Neuguinea wie auch von der nördlich gelegenen, weit größeren Yos-Sudarso-Insel ist Komoran nur durch den 1,7 km breiten Meeresarm Bensbach Creek (Buja) getrennt. Die flache Insel ist überwiegend von tropischer Vegetation bedeckt und von zahlreichen kleinen Wasserläufen durchzogen.
Komoran ist mit 554 Einwohnern (Zensus 2010) auf 695 km² sehr dünn besiedelt. Einziges Dorf ist Komolom (früher Mombum oder wie die Insel Komoran) im Osten der Südküste.